# 逸飞之家
逸飞之家位于江苏省昆山市周庄镇双桥之世德桥北侧的蚬江街11号，为画家陈逸飞（1946-2005）的纪念馆。
该建筑原为沈氏义庄，始建于明末，清代重修，是一座二层楼房，建筑面积208.86平方米。清光绪三十三年（1907年）沈根黄在此创办沈氏义庄小学。改革开放后，曾为煤球厂暂用。2005年，陈逸飞在上海华山医院去世。周庄人为感谢陈逸飞用画笔推介周庄，将周庄的双桥绘成名画《故乡的回忆》（1984年），使周庄成为第一个旅游业繁荣的江南水乡古镇，在双桥附近设立了纪念馆“逸飞之家”，分为：艺术家的周庄情缘、艺术成就和逸飞画室三部分。